# NUMBL
NUMBL‏ (NUMB like, endocytic adaptor protein) هوَ بروتين يُشَفر بواسطة جين NUMBL في الإنسان.